# Obligaties binnen een beleggingsportefeuille
Onder het lemma obligaties is een beschrijving opgenomen van het fenomeen obligatie en van de wijze van handel in obligaties. Dit lemma gaat in op het gebruik van obligaties binnen de context van een beleggingsportefeuille van een institutionele belegger, typisch een pensioenfonds of een verzekeringsmaatschappij. Zie tevens moderne portefeuilletheorie.

## Samenvatting obligaties
Zoals op het lemma obligaties is uitgezet, is een obligatie een verhandelbaar (meestal vastrentend) schuldbewijs. De uitgevende instelling (de emittent) van de obligatie verplicht zich om op een vastgestelde datum een zeker bedrag (de hoofdsom) aan de koper van de obligatie terug te betalen, samen met een periodiek verschuldigde rente (de coupon). De periode tussen het heden en het moment waarop de hoofdsom afgelost dient te worden, wordt aangeduid als de resterende looptijd.
Daarmee vormt een obligatie het recht op ontvangst van een toekomstige geldstroom. De huidige waarde daarvan wordt in hoofdzaak bepaald door de rentestand. (Als de huidige rente 5% per jaar is, en men wil over 1 jaar 1000 hebben, dan moet men nu ongeveer 952 uitzetten. Als men over 2 jaar 1000 wil hebben, moet men ongeveer 907 uitzetten.) De toekomstige geldstromen worden contant gemaakt tegen het van toepassing zijnde rentepercentage (de disconteringsvoet). Het resultaat is de waarde van de obligatie. Die waarde wordt vervolgens uitgedrukt in een percentage van de totale nominale waarde. In het voorbeeld zou de prijs respectievelijk 95,2% en 90,7% zijn.
De meeste obligaties hebben, zoals gezegd, een coupon, meestal jaarlijks, in de Verenigde Staten vaak halfjaarlijks. De prijs is dan eenvoudigweg de som van de contante waarden van alle coupons plus de contante waarde van de hoofdsom. Hierbij vindt wel een correctie plaats voor de opgelopen rente sinds de laatste coupon: die wordt apart verrekend.
De exacte hoogte van die disconteringsvoet wordt vooral bepaald door het huidige rendement op vergelijkbare obligaties, door verwachtingen omtrent de wijziging daarin en door de perceptie omtrent de kans of de verschuldigde betalingen ook inderdaad stipt op de afgesproken tijdstippen gedaan zullen worden.

## Plaats in beleggingsportefeuille
Voor een institutionele belegger zijn obligaties met name interessant door het verhoudingsgewijs geringe risico, waarbij die term dan wordt opgevat als “de mate waarin fluctuaties optreden in het rendement gedurende een reeks van perioden". De (actuele markt-)prijs van een obligatie, oorspronkelijk uitgegeven tegen een prijs van circa 100%, zal in de meeste gevallen in de loop van de tijd tot de expiratiedatum schommelen tussen 90% en 110%; in ieder geval zijn prijzen lager dan 80% en hoger dan 120% tamelijk zeldzaam. (Een gestage daling van de kapitaalmarktrente leidt er wel toe dat de actuele koers van obligaties, oorspronkelijk (ongeveer) a pari uitgegeven, in de loop der tijd duidelijk boven 100% komt te liggen, In Euroland is dat vanaf circa 1995 het geval.) De schokken in de jaarlijkse rendementen (total returns) van een obligatieportefeuille zijn daarmee veel geringer dan van een aandelenportefeuille.
Tevens hebben obligaties, door hun betrekkelijk geringe correlatie met aandelen, een gunstige invloed op het risico op portefeuille-niveau, zie moderne portefeuille theorie.

## Nadelen obligaties in portefeuille
Met het bovenstaande is niet gezegd dat obligaties geen nadelen hebben. In het algemeen zal, over een reeks van jaren beschouwd, het totale rendement enige procentpunten per jaar lager zijn dan dat van een (gemiddelde) aandelenportefeuille. Over een periode van enkele decennia maakt dat uiteraard een verschil. (Als voor obligaties gemiddeld 4% wordt genomen en voor aandelen 6%, scheelt dat in 30 jaar tijd circa 250%: het totale rendement is circa 324% respectievelijk 574%. Het zal echter moeite kosten om een periode van 30 jaar aan te wijzen waarin niet tussentijds sprake was van grote schokken, die dat beeld grondig verstoorden.)
Een tweede punt is dat obligaties wel degelijk risico’s hebben. Bij een obligatie waarvan de coupon over de gehele looptijd vaststaat (wat bij het merendeel van de obligaties het geval is) leidt een stijging van de marktrente tot een forse daling van het rendement (op total-return basis gerekend).
En obligatie met een duration van 5 jaar zal bij een stijging van de algehele kapitaalmarktrente met 1%-punt een koersdaling van circa 5% ondervinden. (De term “duration” is grosso modo op te vatten als: de gewogen gemiddelde looptijd van de coupons en de hoofdsom, gewogen naar de tijd tussen nu en de ontvangst van die bedragen. Een obligatie met een resterende looptijd van 8 jaar heeft een duration van circa 6 jaar, enigszins afhankelijk van de hoogte van de coupon en van de huidige rentestand.) Dat impliceert dat als die obligatie een coupon van 5% heeft, en een dergelijke rentestijging zich in één jaar voordoet, over dat jaar die obligatie wel een coupon van 5% betaald heeft, doch de marktwaarde ervan met 5% gedaald is. Per saldo heeft de belegger in die obligatie dus een rendement (total return) van 0% behaald over die periode.
Een ander risico is gelegen in de kans op twijfels omtrent de gegoedheid van de emittent. Indien twijfels ontstaan of de verschuldigde coupon of de hoofdsom wel betaald zullen worden, dan zal iedere potentiële koper die twijfel in de geboden prijs tot uiting laten komen. Met andere woorden: de marktprijs daalt dan, en dat kan soms fors zijn. (Hierbij wordt opgemerkt dat in de obligatiehandel tot in honderdsten van procenten wordt gerekend, en soms nog verder achter de komma.) Zie omtrent dit risico het lemma obligatieratings.
Opgemerkt wordt dat deze risico’s niet worden gecompenseerd door een mogelijkheid tot koerswinst, anders dan door een wijziging van de marktrente of door een verbetering van de beoordeling van de emittent. De koers van een aandeel kan, theoretisch, tot schier onbeperkte hoogte stijgen; de koers van een obligatie zal hoogst zelden tot meer dan 130% stijgen (en zal daar meerdere jaren over doen). Naarmate de expiratiedatum van een obligatie nadert, zal de koers altijd weer naar 100% tenderen. “Windfall profits” zijn er op de obligatiemarkt niet.

## Handel in obligaties
De handel in obligaties pleegt met grote volumes te geschieden: in de jaren ’80 van de vorige eeuw was NLG 5 miljoen nominaal min of meer een “standaardbedrag” per transactie; twintig jaar later is dit opgelopen tot EUR 25 miljoen of meer. De omvang van obligatie-emissies is eveneens sterk toegenomen. Rond 1980 gold een obligatielening met een omvang van NLG 250 miljoen als redelijk groot, op het moment van schrijven (2005) is een omvang van EUR 1 miljard te beschouwen als “niets bijzonders”. Staatsleningen in Euroland hebben al gauw een omvang van EUR 10 miljard, en obligatieleningen van andere emittenten kunnen zeer wel een omvang van EUR 2 miljard of meer hebben.
Voor particuliere beleggers is het in theorie mogelijk om rechtstreeks in obligaties te beleggen. Ze worden meestal verhandeld in coupures (eenheden) non nominaal EUR 1000. De met aan- en verkoop alsmede met het bewaren gemoeide kosten zijn echter betrekkelijk hoog. Het kopen van aandelen in een beleggingsfonds dat in obligaties belegt, zal in de meeste gevallen voordeliger zijn.